# Schlüpfertyp

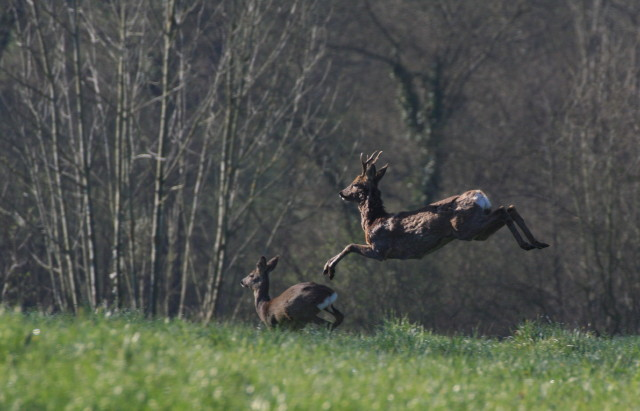
Flüchtendes Rehwild

Der Schlüpfertyp oder kurz Schlüpfer ist in der Jägersprache eine morphologische Klassifizierung für Wildarten wie Reh- und Sikawild. Die Einordnung als Schlüpfertyp fußt auf der Körperform und auf der Fortbewegungsart dieser Tiere, die es ihnen ermöglicht, mit schnellen kurzen Sprüngen Schutz in dichtem Unterholz oder in Waldrändern zu suchen. Durch den Körperbau mit gedrungenem Rumpf und schlanken, hohen Läufen ist es diesem Wild möglich, sich wie ein Keil im Unterholz oder Dickicht an Waldrändern zu bewegen („durchzuschlüpfen“) und dadurch drohenden Gefahren zu entkommen.
Die Einordnung als Schlüpfertyp dient der Unterscheidung des Fluchtverhaltens, etwa gegenüber reinen Wald- oder Steppentieren, denen es aufgrund ihrer Anatomie nicht möglich ist, gefahrlos ins Unterholz der Waldränder zu fliehen. Ein anderer Fluchttypus ist zum Beispiel das Rotwild, das bei Gefahr mit einem schnellen und ausdauernden Lauf reagiert (Läufertyp).